# Park Hae-soo
Park Hae-soo (hangul: 박해수; Suwon, 21 de noviembre de 1981) es un actor surcoreano conocido por sus interpretaciones en las series Prison Playbook (2017-2018) y Squid Game (2021).

## Biografía
En noviembre de 2018 anunció que el siguiente año se casaría con su novia. La pareja contrajo matrimonio el 14 de enero de 2019 y el 29 de septiembre de 2021, dieron la bienvenida a su primer hijo.

## Carrera
Es miembro de la agencia BH Entertainment.
En septiembre de 2019 se estrenó la película By Quantum Physics: A Nightlife Venture, en la que interpreta un papel protagonista, el de Lee Chan-woo, el dueño de un club nocturno en lucha contra una organización criminal.
A finales de diciembre del mismo año se anunció que se había unido al elenco de la película Yaksha, Operaciones despiadadas donde interpretó a Ji Hoon, un fiscal directo de la Oficina del Fiscal del Distrito Central de Seúl enviado a Shenyang.
El 23 de abril del mismo año apareció como parte del principal de la película Time to Hunt (también conocida como The Night of the Hunter).
En enero de 2021 se anunció que se había unido al elenco de la película Phantom, donde interpreta a Kaito, un agente de seguridad que lidera las investigaciones sobre un espía que se ha infiltrado en el gobierno colonial. La película se estrenó en enero de 2023.
En octubre de 2021 se unió al elenco principal de la serie Chimera (previamente conocida como "Chemistry"), donde da vida al detective Cha Jae-hyun, un oficial de la Sección de Investigación de Crímenes Mayores.
En 2022 tomó parte en la serie Money Heist: Korea – Joint Economic Area con el personaje de Berlin. Se trata de una versión de la exitosa serie española La casa de papel. Es uno de los protagonistas de Squid Game, donde da vida al personaje de Cho Sang-woo.

## Filmografía

### Series de televisión
| Año     | Título                                   | Hangul                                      | Canal   | Papel              | Notas                     | Ref.          |
| ------- | ---------------------------------------- | ------------------------------------------- | ------- | ------------------ | ------------------------- | ------------- |
| 2012    | God of War                               | 무신                                        | MBC     | Kim Yun-hu         |                           |               |
| 2013    | Me and Mom and Dad and Grandma and Anna  | 드라마 페스티벌 2013 – 나엄마아빠할머니안나 | MBC     | padre              | Drama Festival 2013       |               |
| 2015-16 | Six Flying Dragons                       | 육룡이 나르샤                               | SBS     | Lee Ji-ran         |                           |               |
| 2016    | Legend of the Blue Sea                   | 푸른 바다의 전설                            | SBS     | Hong Dong-pyo      |                           |               |
| 2017    | The Liar and His Lover                   | 그녀는 거짓말을 너무 사랑해                 | tvN     | músico con el bajo | cameo (episodio 1)        |               |
| 2017-18 | Prison Playbook                          | 슬기로운 감빵생활                           | tvN     | Kim Je-hyuk        |                           | [ 21 ]        |
| 2018    | Recuerdos de la Alhambra                 | 알함브라 궁전의 추억                        | tvN     | Agente A           | cameo (episodios 1,2,4,8) | [ 22 ]        |
| 2019    | Persona                                  | 페르소나                                    | Netflix | Baek Jeong-u       | parte «La coleccionista»  | [ 23 ]        |
| 2021    | Racket Boys                              | 라켓소년단                                  | SBS     | Lee Jae-joon       | cameo (episodio 6)        | [ 24 ] [ 25 ] |
| 2021    | Squid Game                               | 오징어 게임                                 | Netflix | Cho Sang-woo       |                           | [ 26 ] [ 27 ] |
| 2021    | Chimera                                  | 키마이라                                    | OCN     | det. Cha Jae-hwan  |                           | [ 28 ] [ 29 ] |
| 2022    | The Accidental Narco                     | 수리남                                      | Netflix | Choi Chang-ho      |                           | [ 30 ] [ 31 ] |
| 2022    | Money Heist: Korea – Joint Economic Area | 종이의 집                                   | Netflix | Berlin             |                           | [ 32 ]        |
| 2025    | Karma                                    | 악연                                        | Netflix | Ahn Kyeok-nam      |                           | [ 33 ]        |

### Cine
| Año  | Título                                  | Hangul               | Papel                 | Notas        | Ref.                 |
| ---- | --------------------------------------- | -------------------- | --------------------- | ------------ | -------------------- |
| 2014 | The Pirates                             | 해적: 바다로 간 산적 | Hwang Joong-geun      |              |                      |
| 2015 | Minority Opinion                        | 소수의견             | asistente de Goo Hwan |              |                      |
| 2016 | Master                                  | 마스터               | soldado               |              |                      |
| 2019 | By Quantum Physics: A Nightlife Venture | 양자물리학           | Lee Chan-woo          |              | [ 8 ] [ 34 ]         |
| 2020 | Time to Hunt                            | 사냥의 시간          | Han                   | Netflix Film | [ 35 ]               |
| 2022 | Yaksha: operaciones despiadadas         | 야차                 | Ji-hoon               | Netflix Film | [ 36 ] [ 37 ] [ 38 ] |
| 2023 | Phantom                                 | 유령                 | Kaito Takahara        |              | [ 39 ] [ 40 ] [ 41 ] |

### Revistas / sesiones fotográficas
| Año  | Título          | Notas                                                            |
| ---- | --------------- | ---------------------------------------------------------------- |
| 2020 | Grazia Magazine | junto a Lee Je-hoon, Choi Woo-shik, Ahn Jae-hong y Park Jung-min |

## Premios y nominaciones
| Año  | Premio                         | Categoría                                                | Trabajo                                 | Resultado | Ref.          |
| ---- | ------------------------------ | -------------------------------------------------------- | --------------------------------------- | --------- | ------------- |
| 2022 | 28th Screen Actors Guild Award | Outstanding Performance by an Ensemble in a Drama Series | Squid Game                              | Nominados |               |
| 2020 | 56th Baeksang Arts Award       | Mejor actor revelación (Film)                            | Time to Hunt                            | Nominado  | [ 42 ]        |
| 2020 | 25th Chunsa Film Art Award     | Mejor actor revelación                                   | By Quantum Physics: A Nightlife Venture | Ganador   | [ 43 ] [ 44 ] |
| 2020 | 56th Grand Bell Award          | Mejor actor revelación                                   | By Quantum Physics: A Nightlife Venture | Nominado  | [ 45 ]        |
| 2020 | 29th Buil Film Awards          | Mejor actor revelación                                   | By Quantum Physics: A Nightlife Venture | Nominado  | [ 46 ]        |
| 2019 | 40th Blue Dragon Film Award    | Mejor actor revelación                                   | By Quantum Physics: A Nightlife Venture | Ganador   | [ 47 ] [ 48 ] |
| 2018 | 2nd Seoul Award                | Mejor actor revelación (Drama)                           | Prison Playbook                         | Ganador   | [ 49 ] [ 50 ] |